# Genealogia Wittelsbachów
Wittelsbachowie – jedna z najstarszych dynastii niemieckich. Jej przedstawiciele panowali w krajach niemieckich: Bawarii, Palatynacie Reńskim oraz przejściowo w Brandenburgii.

## Linia główna i I linia dolnobawarska
```
Otton I Bawarski
 (1117–1183), książę Bawarii
 x Agnieszka c. hrabiego: Loon
 │
 ├─>Otto Wittelsbach (1170–1180)
 │
 ├─>Zofia Wittelsbach (1171–1238)
 │ x 
Herman I
, landgraf Turyngii
 │
 ├─>Agnieszka Wittelsbach (1172–1196)
 │ x Henryk, hrabia Plain
 │
 ├─>Rychilda Wittelsbach (1173–1231)
 │ x Otton, hrabia Geldrii
 │
 ├─>
Ludwik I Bawarski
 (1174–1231), książę bawarski i palatyn reński
 │ x 
Ludmiła Przemyślidka
 (1170–1240), księżniczka czeska
 │ │
 │ └─>
Otton II Bawarski
 (1206–1253), książę Bawarii oraz Palatynatu.
 │ x Agnieszka, c. palatyna reńskiego Henryka V Welfa
 │ │
 │ ├─>
Ludwik II Bawarski
 (1229–1294)──> Linia palatynacka
 │ │
 │ ├─>
Henryk XIII Bawarski
 (1235–1290), książę Bawarii i palatyn reński
 │ │ x Elżbieta Węgierska (1236–1271)
 │ │ │
 │ │ ├─>Agnieszka Wittelsbach (1254–1315), zakonnica
 │ │ │
 │ │ ├─>Agnieszka Wittelsbach (1255–1260), zakonnica
 │ │ │
 │ │ ├─>Agnieszka Wittelsbach (1256–1260), zakonnica
 │ │ │
 │ │ ├─>Elżbieta Wittelsbach (1258–1314), zakonnica
 │ │ │
 │ │ ├─>
Otto III Bawarski
, książę Dolnej Bawarii
 │ │ │ x Katarzyna Habsburg (zm. 1282)
 │ │ │ │
 │ │ │ ├─>Henryk Wittelsbach (ur. i zm. 1280)
 │ │ │ │
 │ │ │ └─>Rudolf Wittelsbach (ur. i zm. 1280)
 │ │ │
 │ │ │ x 
Agnieszka Głogowska
 (1297–1361)
 │ │ │ │
 │ │ │ ├─>Agnieszka (1310–1360)
 │ │ │ │
 │ │ │ └─>
Henryk XV Bawarski
 (1312–1333), książę Dolnej Bawarii
 │ │ │
 │ │ │
 │ │ ├─>Henryk Wittelsbach (1262–1280)
 │ │ │
 │ │ ├─>Sofia Wittelsbach (1264–1282)
 │ │ │ x Poppon VIII, hrabia Hennebergu
 │ │ │
 │ │ ├─>Katarzyna Wittelsbach (1267–1310)
 │ │ │ x 
Fryderyk Tuta
, margrabia Miśni
 │ │ │
 │ │ ├─>Ludwik III Bawarski (1269–1296), książę Dolnej Bawarii
 │ │ │ x Izabela Lotaryńska
 │ │ │
 │ │ └─>
Stefan I Bawarski
 (1271–1310), książę Dolnej Bawarii
 │ │ x 
Judyta Świdnicka
 (1287–1320)
 │ │ │
 │ │ ├─>Agnieszka (1301–1316), zakonnica w Seligenthal
 │ │ │
 │ │ ├─>Beatrycze (1302–1360)
 │ │ │ x Henryk II von Görz (zm. 1323)
 │ │ │
 │ │ ├─>Henryk XIV Bawarski (1305–1339), książę Dolnej Bawarii
 │ │ │ x 
Małgorzata Luksemburska
 (1313–1341)
 │ │ │ │
 │ │ │ └─>Jan I Dziecię (1329–1340), książę Dolnej Bawarii
 │ │ │ x Anna Wittelsbach (1326–1361)
 │ │ │
 │ │ ├─>Elżbieta (1306–1330)
 │ │ │ x 
Otto Wesoły
 (1301–1339), książę Austrii, Styrii i Karyntii
 │ │ │
 │ │ └─>Otto IV Bawarski (1307–1334)
 │ │ x Richarda von Jülich (1314–1360)
 │ │
 │ │
 │ ├─>
Elżbieta Wittelsbach
 (1227–1273)
 │ │ x 
Konrad IV Hohenstauf
, król rzymski
 │ │ x 
Meinhard II z Tyrolu
, książę Karyntii
 │ │
 │ ├─>Zofia Wittelsbach (1236–1289)
 │ │ x Gerard IV von Sulzbach-Hirschberg
 │ │
 │ └─>Agnieszka Wittelsbach (1240–1306).
 │
 │
 ├─>Elżbieta Wittelsbach (zm. 1189)
 │ x Bertold III, margrabia Vohburg
 │
 ├─>Elika Wittelsbach
 │ x Albrecht II, hrabia Dillingen
 │
 └─>Matylda Wittelsbach
    x Rapoton II, hrabia Ortenburga
```

## Linia palatynacka
```
Ludwik II Bawarski
 (1229–1294), elektor Palatynatu
 x Anna Głogowska (1240–1271)
 │
 ├─>Maria Wittelsbach (ur. 1261), zakonnica
 │
 ├─>Agnieszka Wittelsbach (1262–1269)
 │
 └─>Ludwik Wittelsbach (1267–1290)
    x Izabela z Nawarry (1272–1335)
```

```
 x Matylda Habsburg (1251–1304)
 │
 ├─>
Rudolf I Wittelsbach
 (1274–1319) – książę Górnej Bawarii, hrabia Palatynatu
 │ x Matylda Nassau (1280–1323)
 │ │
 │ ├─>Ludwik Wittelsbach (1297–1312)
 │ │
 │ ├─>
Adolf Wittelsbach
 (1300–1327) – hrabia Palatynatu
 │ │ x Irmengard von Öttingen
 │ │ │
 │ │ ├─>
Ruprecht II Wittelsbach
 (1325–1398), elektor Palatynatu Reńskiego
 │ │ │ x Beatrycze Aragońska (1326–1364)
 │ │ │ │
 │ │ │ ├─>Anna Wittelsbach (1346–1408)
 │ │ │ │ x Wilhelm I (1346–1408), książę Bergu
 │ │ │ │
 │ │ │ ├─>Fryderyk Wittelsbach (1347–1395)
 │ │ │ │
 │ │ │ ├─>Jan Wittelsbach (1349–1395)
 │ │ │ │
 │ │ │ ├─>Matylda Wittelsbach (1351–1401)
 │ │ │ │ x Sigost hrabia von Leuchtenberg
 │ │ │ │
 │ │ │ ├─>Elżbieta Wittelsbach (1351–1401)
 │ │ │ │ x Albrecht burgrabia von Nürnberg
 │ │ │ │
 │ │ │ ├─>
Ruprecht III Wittelsbach
(1352–1410), elektor Palatynatu, król Niemiec
 │ │ │ │ x 
Elżbieta Hohenzollern

 │ │ │ │ │
 │ │ │ │ ├─>
Ruprecht Pipan Wittelsbach
 (1374–1397)
 │ │ │ │ │ x Elżbieta von Sponheim
 │ │ │ │ │
 │ │ │ │ ├─>Małgorzata Wittelsbach (1376–1434)
 │ │ │ │ │ x Karol II Śmiały, książę Lotaryngii
 │ │ │ │ │
 │ │ │ │ ├─>Fryderyk Wittelsbach (1377–1401)
 │ │ │ │ │
 │ │ │ │ ├─>
Ludwik III Wittelsbach
 (1378–1436), elektor Palatynatu
 │ │ │ │ │ x Blanka Lancaster (1393–1409)
 │ │ │ │ │ x Matylda Sabaudzka (1390–1438)
 │ │ │ │ │ │
 │ │ │ │ │ ├─>Matylda Wittelsbach (1419–1482)
 │ │ │ │ │ │ x Ludwik Wirtemberski
 │ │ │ │ │ │ x Albrecht VI Habsburg (1418–1463)
 │ │ │ │ │ │
 │ │ │ │ │ ├─>
Ludwik IV Wittelsbach
 (1424–1449), elektor Palatynatu
 │ │ │ │ │ │ x 
Małgorzata Sabaudzka
 (1410–1479)
 │ │ │ │ │ │ │
 │ │ │ │ │ │ └─>
Filip Wittelsbach
 (1448–1508), elektor Palatynatu Reńskiego.
 │ │ │ │ │ │ x 
Małgorzata Wittelsbach

 │ │ │ │ │ │ │
 │ │ │ │ │ │ ├─>
Ludwik V Wittelsbach
 (1478–1544), elektor Palatynatu
 │ │ │ │ │ │ │ x Sibylla Wittelsbach (1489–1519)
 │ │ │ │ │ │ │
 │ │ │ │ │ │ ├─>
Filip Wittelsbach
 (1480–1541), biskup Fryzyngi
 │ │ │ │ │ │ │
 │ │ │ │ │ │ ├─>
Ruppert Wittelsbach
 (1481–1504), biskup Fryzyngi, elektor Palatynatu
 │ │ │ │ │ │ │ x 
Elżbieta Wittelsbach
 (1478–1504)
 │ │ │ │ │ │ │ │
 │ │ │ │ │ │ │ ├─>Jerzy Wittelsbach (1500–1504)
 │ │ │ │ │ │ │ │
 │ │ │ │ │ │ │ ├─>Ruprecht Wittelsbach (1500–1504)
 │ │ │ │ │ │ │ │
 │ │ │ │ │ │ │ ├─>
Otto Henryk Wittelsbach
 (1502–1559), elektor Palatynatu
 │ │ │ │ │ │ │ │ x 
Zuzanna Wittelsbach
 (1502–1543)
 │ │ │ │ │ │ │ │
 │ │ │ │ │ │ │ └─>
Filip Wittelsbach
 (1503–1548), książę Palatynatu-Neuburg
 │ │ │ │ │ │ │
 │ │ │ │ │ │ │
 │ │ │ │ │ │ ├─>
Fryderyk II Wittelsbach
 (1482–1556), elektor Palatynatu
 │ │ │ │ │ │ │ x Dorota Oldenburg (1520–1580)
 │ │ │ │ │ │ │
 │ │ │ │ │ │ ├─>Elżbieta Wittelsbach (1483–1522)
 │ │ │ │ │ │ │ x Filip I Badeński
 │ │ │ │ │ │ │
 │ │ │ │ │ │ ├─>
Jerzy Wittelsbach
 (1486–1529), biskup Spiry
 │ │ │ │ │ │ │
 │ │ │ │ │ │ ├─>
Henryk Wittelsbach
 (1487–1552), biskup Utrechtu, Wormacji, Fryzyngii
 │ │ │ │ │ │ │
 │ │ │ │ │ │ ├─>Jan Wittelsbach (1487–1538), biskup Ratyzbony
 │ │ │ │ │ │ │
 │ │ │ │ │ │ ├─>Amalia Wittelsbach (1490–1524)
 │ │ │ │ │ │ │ x Jerzy I Pomorski (1493–1551)
 │ │ │ │ │ │ │
 │ │ │ │ │ │ ├─>Barbara Wittelsbach (1491–1505)
 │ │ │ │ │ │ │
 │ │ │ │ │ │ ├─>Helena Wittelsbach (1493–1524)
 │ │ │ │ │ │ │ x Henryk V von Mecklenburg (1479–1552)
 │ │ │ │ │ │ │
 │ │ │ │ │ │ ├─>Wolfgang Wittelsbach (1494–1558)
 │ │ │ │ │ │ │
 │ │ │ │ │ │ ├─>Otto Wittelsbach (zm. 1496)
 │ │ │ │ │ │ │
 │ │ │ │ │ │ └─>Katarzyna Wittelsbach (1499–1526), zakonnica
 │ │ │ │ │ │
 │ │ │ │ │ │
 │ │ │ │ │ ├─>
Fryderyk Wittelsbach
 (1425–1476), elektor Palatynatu
 │ │ │ │ │ │ x Klara Dett
 │ │ │ │ │ │ │
 │ │ │ │ │ │ │
 │ │ │ │ │ │ └─>
Ród Löwenstein-Wertheim

 │ │ │ │ │ │
 │ │ │ │ │ └─>Ruprecht Wittelsbach (1427–1480), arcybiskup Kolonii
 │ │ │ │ │
 │ │ │ │ │
 │ │ │ │ ├─>Agnieszka Wittelsbach (1379–1401)
 │ │ │ │ │ x Adolf (1373 – 1448) książę Kleve
 │ │ │ │ │
 │ │ │ │ ├─>Elżbieta Wittelsbach (1381–1408)
 │ │ │ │ │ x 
Fryderyk IV z Pustą Kieszenią
, książę austriacki
 │ │ │ │ │
 │ │ │ │ ├─>
Jan Wittelsbach
 (1383–1443), książę Palatynatu- Neumarkt
 │ │ │ │ │ x Katarzyna Pomorska (1384–1426)
 │ │ │ │ │ │
 │ │ │ │ │ ├─>Małgorzata Wittelsbach (zm. 1408)
 │ │ │ │ │ │
 │ │ │ │ │ ├─>Adolf Wittelsbach (zm. 1408)
 │ │ │ │ │ │
 │ │ │ │ │ ├─>Otto Wittelsbach (zm. 1408)
 │ │ │ │ │ │
 │ │ │ │ │ ├─>Jan Wittelsbach (zm. 1411)
 │ │ │ │ │ │
 │ │ │ │ │ ├─>Fryderyk Wittelsbach (zm. 1412)
 │ │ │ │ │ │
 │ │ │ │ │ ├─>Jan Wittelsbach (zm. 1413)
 │ │ │ │ │ │
 │ │ │ │ │ └─>
Krzysztof Bawarski
 (1416–1448), król Danii, Norwegii i Szwecji.
 │ │ │ │ │ x Dorota Brandenburska (1430–1495)
 │ │ │ │ │
 │ │ │ │ ├─>
Stefan Wittelsbach
 (1385–1459), książę Palatynatu-Simmern-Zweibrücken
 │ │ │ │ │
 │ │ │ │ │
 │ │ │ │ └─>
Otto Wittelsbach
 (1390–1461), książę Palatynatu-Mosbach
 │ │ │ │ x Elżbieta Wittelsbach (1413–1444)
 │ │ │ │ │
 │ │ │ │ ├─>Małgorzata Wittelsbach (1432–1454)
 │ │ │ │ │ x Reinhard III hrabia von Hanau
 │ │ │ │ │
 │ │ │ │ ├─>Amalia Wittelsbach (1433–1454)
 │ │ │ │ │ x Filip hrabia Rieneck-Grünsfeld
 │ │ │ │ │
 │ │ │ │ ├─>Otto II Wittelsbach (1435–1499), książę Palatyntu-Mosbach
 │ │ │ │ │
 │ │ │ │ ├─>Ruprecht Wittelsbach (1437–1465), biskup Ratyzbony
 │ │ │ │ │
 │ │ │ │ ├─>Dorota Wittelsbach (1439–1482), przeorysza klasztoru Liebenau
 │ │ │ │ │
 │ │ │ │ ├─>Albrecht Wittelsbach (1440–1506), biskup Strasburga
 │ │ │ │ │
 │ │ │ │ ├─>Anna Wittelsbach (ur. 1441), przeorysza klasztoru Hochheim
 │ │ │ │ │
 │ │ │ │ ├─>Jan Wittelsbach (1443–1486), proboszcz katedry w Moguncji, Spirze, Augsburgu
 │ │ │ │ │
 │ │ │ │ └─>Barbara Wittelsbach (1444–1486), zakonnica w klasztorze Liebenau.
 │ │ │ │
 │ │ │ │ x Beatrycze Wittelsbach (1403–1447)
 │ │ │ │
 │ │ │ │
 │ │ │ └─>Adolf Wittelsbach (1355–1358)
 │ │ │
 │ │ │
 │ │ ├─>Adolf Wittelsbach (zmarł w dzieciństwie)
 │ │ │
 │ │ ├─>Fryderyk Wittelsbach (zmarł w dzieciństwie)
 │ │ │
 │ │ └─>córka
 │ │ x Meinhard I von Ortenburg
 │ │
 │ │
 │ ├─>
Rudolf II Wittelsbach
 (1306–1353) – hrabia Palatynatu
 │ │ x Małgorzata Sycylijska (1331–1377)
 │ │
 │ ├─>
Ruprecht I Wittelsbach
 (1309–1390) – elektor Palatynatu Reńskiego
 │ │ x Elżbieta hrabina Flandrii (1340–1382)
 │ │
 │ ├─>Matylda Wittelsbach (1312–1375)
 │ │ x Jan III von Sponheim
 │ │
 │ └─>Anna Wittelsbach (1318–1319)
 │
 │
 ├─>Matylda Wittelsbach (1275–1319)
 │ x 
Otton II
 książę Lüneburga
 │
 ├─>Agnieszka Wittelsbach (1276–1340)
 │ x Henryk książę Hesji
 │ x 
Henryk I Askańczyk
 książę Brandenburgii i Landsberg
 │
 ├─>Anna Wittelsbach (ur. 1280), zakonnica
 │
 └─>
Ludwik IV Bawarski
 (1282–1347), książę Bawarii, hrabia Palatynatu, Cesarz Rzymski
    x 
Beatrycze Głogowska
 (1290–1322)
    x 
Małgorzata Holland
 (1293–1356)
```

## Linia palatynacka II
```
Stefan Wittelsbach
 (1385–1459), palatyn i książę Palatynatu-Simmern/Hunsrück-Zweibrücken.
x Anna Veldenz (zm. 1439)
│
├─>Anna Wittelsbach (1413–1455)
│
├─>Małgorzata Wittelsbach (1416–1426)
│
├─>
Fryderyk Wittelsbach
 (1417–1480), książę Palatynatu-Simmern-Sponheim
│ x Małgorzata von Geldern (1438–1486)
│ │
│ ├─>Katarzyna Wittelsbach (1455–1522), zakonnica w Trewirze
│ │
│ ├─>Stefan Wittelsbach (1457–1489), kanonik w Strasburgu, Moguncji, Kolonii
│ │
│ ├─>Wilhelm Wittelsbach (1458–1458)
│ │
│ ├─>
Jan I Wittelsbach
 (1459–1509), książę Palatynatu – Simmern
│ │ x Joanna Nassau (1464–1521)
│ │ │
│ │ ├─>Fryderyk Wittelsbach (1490-?)
│ │ │
│ │ ├─>
Jan II Wittelsbach
 (1492–1557)
│ │ │ x 
Beatrycze Badeńska
 (1492–1535)
│ │ │ │
│ │ │ ├─>Katarzyna Wittelsbach (1510–1572), zakonnica w Simmern
│ │ │ │
│ │ │ ├─>Joanna Wittelsbach (1512–1581), zakonnica w Marienbergu
│ │ │ │
│ │ │ ├─>Otylia Wittelsbach (1513–1553), zakonnica w Marienbergu
│ │ │ │
│ │ │ ├─>
Fryderyk Wittelsbach
 (1515–1576), elektor Palatynatu Reńskiego
│ │ │ │ x Maria Hohenzollern (1519–1567)
│ │ │ │ │
│ │ │ │ ├─>Albert Wittelsbach (1538–1553)
│ │ │ │ │
│ │ │ │ ├─>
Ludwik VI Wittelsbach
 (1539–1583), elektor Palatynatu
│ │ │ │ │ x 
Elżbieta Heska
 (1539–1582)
│ │ │ │ │ │
│ │ │ │ │ ├─>
Anna Maria Wittelsbach
 (1561–1589)
│ │ │ │ │ │ x 
Karol IX Waza
, król Szwecji
│ │ │ │ │ │
│ │ │ │ │ ├─>Elżbieta Wittelsbach (ur. i zm. 1562)
│ │ │ │ │ │
│ │ │ │ │ ├─>Dorota Wittelsbach (ur. i zm. 1565)
│ │ │ │ │ │
│ │ │ │ │ ├─>Dorota Wittelsbach (1566–1568)
│ │ │ │ │ │
│ │ │ │ │ ├─>Fryderyk Wittelsbach (ur. i zm. 1567)
│ │ │ │ │ │
│ │ │ │ │ ├─>Jan Wittelsbach (ur. i zm. 1569)
│ │ │ │ │ │
│ │ │ │ │ ├─>Ludwik Wittelsbach (1570–1571)
│ │ │ │ │ │
│ │ │ │ │ ├─>Katarzyna Wittelsbach (1572–1586)
│ │ │ │ │ │
│ │ │ │ │ ├─>Krystyna Wittelsbach (1573–1619)
│ │ │ │ │ │
│ │ │ │ │ ├─>
Fryderyka IV Wittelsbach
 (1574–1610), elektor Palatynatu
│ │ │ │ │ │ x 
Luiza Julianna Orańska
 (1576–1644)
│ │ │ │ │ │ │
│ │ │ │ │ │ ├─>
Luiza Julianna Wittelsbach
 (1594–1640)
│ │ │ │ │ │ │ x 
Jan II Wittelsbach
, książę Palatynatu-Zweibrücken-Veldenz
│ │ │ │ │ │ │
│ │ │ │ │ │ ├─>Katarzyna Zofia Wittelsbach (1595–1626)
│ │ │ │ │ │ │
│ │ │ │ │ │ ├─>
Fryderyk V Wittelsbach
 (1596–1632), elektor Palatynatu, krótkotrwały król Czech
│ │ │ │ │ │ │ x 
Elżbieta Stuart
 (1596–1662)
│ │ │ │ │ │ │ │
│ │ │ │ │ │ │ ├─>Fryderyk Henryk Wittelsbach (1614–1629)
│ │ │ │ │ │ │ │
│ │ │ │ │ │ │ ├─>
Karol Ludwik Wittelsbach
 (1617–1680), elektor Palatynatu
│ │ │ │ │ │ │ │ x 
Charlotta Hessen-Kassen
 (1627–1686)
│ │ │ │ │ │ │ │ │
│ │ │ │ │ │ │ │ ├─>
Karol II Wittelsbach
 (1651–1685), elektor Palatynatu Reńskiego
│ │ │ │ │ │ │ │ │ x 
Wilhelmina Ernestyna Oldenburg
 (1650–1706)
│ │ │ │ │ │ │ │ │
│ │ │ │ │ │ │ │ ├─>
Elżbieta Charlotta Wittelsbach
 (1652–1722)
│ │ │ │ │ │ │ │ │ x 
Filip I
 książę Orleanu
│ │ │ │ │ │ │ │ │
│ │ │ │ │ │ │ │ └─>Fryderyk Wittelsbach (ur. i zm. 1653)
│ │ │ │ │ │ │ │
│ │ │ │ │ │ │ ├─>Elżbieta Wittelsbach (1618–1680)
│ │ │ │ │ │ │ │
│ │ │ │ │ │ │ ├─>
Rupert Wittelsbach
 (1619–1682)
│ │ │ │ │ │ │ │
│ │ │ │ │ │ │ ├─>
Maurycy Wittelsbach
 (1620–1652)
│ │ │ │ │ │ │ │
│ │ │ │ │ │ │ ├─>Luiza Hollandyna Wittelsbach (1622–1709)
│ │ │ │ │ │ │ │
│ │ │ │ │ │ │ ├─>Ludwik Wittelsbach (1624–1625)
│ │ │ │ │ │ │ │
│ │ │ │ │ │ │ ├─>
Edward Wittelsbach
 (1625–1663), hrabia palatyn i książę Palatynatu-Simmern
│ │ │ │ │ │ │ │ x Anna Gonzaga (1616–1684)
│ │ │ │ │ │ │ │ │
│ │ │ │ │ │ │ │ ├─>Maria Luiza Wittelsbach (1647–1679)
│ │ │ │ │ │ │ │ │ x Karol Teodor, książę Salm
│ │ │ │ │ │ │ │ │
│ │ │ │ │ │ │ │ ├─>Anna Henrietta Wittelsbach (1648–1723)
│ │ │ │ │ │ │ │ │ x 
Henryk Juliusz Burbon, książę de Condé

│ │ │ │ │ │ │ │ │
│ │ │ │ │ │ │ │ └─>
Benedykta Henrietta Wittelsbach
 (1652–1730)
│ │ │ │ │ │ │ │ x 
Jan Fryderyk
, książę Brunszwiku-Lüneburg
│ │ │ │ │ │ │ │
│ │ │ │ │ │ │ ├─>Henrietta Maria Wittelsbach (1626–1651)
│ │ │ │ │ │ │ │
│ │ │ │ │ │ │ ├─>Jan Filip Fryderyk Wittelsbach (1627–1650)
│ │ │ │ │ │ │ │
│ │ │ │ │ │ │ ├─>Charlotta Wittelsbach (1628–1631)
│ │ │ │ │ │ │ │
│ │ │ │ │ │ │ ├─>
Zofia Dorota Wittelsbach
 (1630–1714)
│ │ │ │ │ │ │ │ x 
Ernest August
 elektor Hanoweru
│ │ │ │ │ │ │ │
│ │ │ │ │ │ │ └─>Gustaw Adolf Wittelsbach (1632–1641)
│ │ │ │ │ │ │
│ │ │ │ │ │ ├─>
Elżbieta Charlotta Wittelsbach
 (1597–1660)
│ │ │ │ │ │ │ x 
Jerzy Wilhelm Hohenzollern
, elektor Brandenburgii
│ │ │ │ │ │ │
│ │ │ │ │ │ ├─>Anna Eleonora Wittelsbach (1599–1600)
│ │ │ │ │ │ │
│ │ │ │ │ │ ├─>Ludwik Wilhelm Wittelsbach (1600–1601)
│ │ │ │ │ │ │
│ │ │ │ │ │ ├─>Moritz Christian Wittelsbach (1601–1605)
│ │ │ │ │ │ │
│ │ │ │ │ │ └─>Ludwik Filip Wittelsbach (1602–1655), książę Palatynatu-Simmern-Kaiserlauten
│ │ │ │ │ │ x Maria Eleonora Brandenburska (1607–1675)
│ │ │ │ │ │ │
│ │ │ │ │ │ ├─>Karol Fryderyk Wittelsbach (1633–1635)
│ │ │ │ │ │ │
│ │ │ │ │ │ ├─>Gustaw Ludwik Wittelsbach (1634–1635)
│ │ │ │ │ │ │
│ │ │ │ │ │ ├─>Karol Filip Wittelsbach (1635–1636)
│ │ │ │ │ │ │
│ │ │ │ │ │ ├─>Ludwik Kazimierz Wittelsbach (1636–1652)
│ │ │ │ │ │ │
│ │ │ │ │ │ ├─>Elżbieta Maria Wittelsbach (1638–1664)
│ │ │ │ │ │ │ x 
Jerzy III brzeski
 (1611–1664)
│ │ │ │ │ │ │
│ │ │ │ │ │ ├─>Ludwik Henryk Maurycy Wittelsbach (1640–1674), książę Palatynatu-Simmern-Kaiserlauten
│ │ │ │ │ │ │ x Maria Orańska-Nassau (1642–1688)
│ │ │ │ │ │ │
│ │ │ │ │ │ └─>Luiza Zofia Eleonora Wittelsbach (1642–1643)
│ │ │ │ │ │
│ │ │ │ │ ├─>Filip Wittelsbach (ur. i zm. 1575)
│ │ │ │ │ │
│ │ │ │ │ └─>Elżbieta Wittelsbach (1576–1577)
│ │ │ │ │
│ │ │ │ │ x Anna von Ostfriesland (1562–1621)
│ │ │ │ │
│ │ │ │ ├─>Elżbieta Wittelsbach (1540–1594)
│ │ │ │ │ x Jan Fryderyk II Wettyn (1529–1595) książę Saksonii-Coburg-Gotha
│ │ │ │ │
│ │ │ │ ├─>Hermann Wittelsbach (1541–1556)
│ │ │ │ │
│ │ │ │ ├─>
Jan Wittelsbach
 (1543–1592)
│ │ │ │ │ x Elżbieta Wettyn (1552–1590)
│ │ │ │ │ │
│ │ │ │ │ ├─>Maria Wittelsbach (1576–1577)
│ │ │ │ │ │
│ │ │ │ │ ├─>Elżbieta Wittelsbach (1578–1580)
│ │ │ │ │ │
│ │ │ │ │ └─>Dorota Wittelsbach (1581–1631)
│ │ │ │ │ x Jan Jerzy I Anhalt-Dessau
│ │ │ │ │
│ │ │ │ ├─>Dorota Wittelsbach (1544–1592)
│ │ │ │ │ x Jan Wilhelm I Wettyn (1530–1573) książę Saksonii-Weimar
│ │ │ │ │
│ │ │ │ ├─>Albrecht Wittelsbach (1546–1547)
│ │ │ │ │
│ │ │ │ ├─>Anna Wittelsbach (1549–1609) – żona oraz palatyna
│ │ │ │ │ x 
Filip II
, landgraf Hesji-Rheinfels (1541–1583)
│ │ │ │ │ x 
Jan August Wittelsbach
 (1575–1611)
│ │ │ │ │
│ │ │ │ ├─>Krzysztof Wittelsbach (1551–1574)
│ │ │ │ │
│ │ │ │ ├─>Karol Wittelsbach (1552–1555)
│ │ │ │ │
│ │ │ │ └─>Kunegunda Wittelsbach (1556–1586)
│ │ │ │ x Jana Nassau hrabia Dillenburg (1536–1606)
│ │ │ │
│ │ │ ├─>Brygida Wittelsbach (1516–1562), zakonnica w Neuburgu
│ │ │ │
│ │ │ ├─>Jerzy Wittelsbach (1518–1569), palatyn i książę Palatynatu Simmern
│ │ │ │ x Elżbieta Heska (1503–1563)
│ │ │ │ │
│ │ │ │ └─>Jan Wittelsbach (1541–1562)
│ │ │ │
│ │ │ │ x Elżbieta Rosenfeld
│ │ │ │ │
│ │ │ │ ├─>Adam Wittelsbach (1565–1598)
│ │ │ │ │
│ │ │ │ └─>Jerzy Wittelsbach (1566–1598)
│ │ │ │
│ │ │ ├─>Elżbieta Wittelsbach (1520–1564)
│ │ │ │ x Jerzy II von Erbach
│ │ │ │
│ │ │ ├─>Ryszard Wittelsbach (1521–1598), palatyn i książę Palatynatu Simmern
│ │ │ │ x Juliana zu Wied (1545–1575)
│ │ │ │ │
│ │ │ │ ├─>Juliana Wittelsbach (1571–1592)
│ │ │ │ │
│ │ │ │ └─>Katherine Wittelsbach (1573–1576)
│ │ │ │
│ │ │ ├─>Maria Wittelsbach (1524–1576), zakonnica w Marienbergu
│ │ │ │
│ │ │ ├─>Wilhelm Wittelsbach (1526–1527)
│ │ │ │
│ │ │ ├─>Sabina Wittelsbach (1528–1578)
│ │ │ │ x 
Lemoral Egmont
 książę de Gavre
│ │ │ │
│ │ │ └─>Helena Wittelsbach (1532–1579)
│ │ │ x Filip III Hanau-Münzenberg
│ │ │
│ │ └─>Fryderyk Wittelsbach (1494-?), proboszcz katedry w Strasburgu
│ │
│ ├─>Fryderyk Wittelsbach (1460–1518), kanonik w Kolonii, Spirze, Trewirze, Moguncji, Magdeburgu i Strasburgu
│ │
│ ├─>Ruprecht Wittelsbach (1461–1507), biskup Ratyzbony
│ │
│ ├─>Anna Wittelsbach (1465–1517), zakonnica w Trewirze
│ │
│ ├─>Małgorzata Wittelsbach (1466–1506), zakonnica w Trewirze
│ │
│ ├─>Wilhelm Wittelsbach (1468–1481), kanonik w Trewirze
│ │
│ └─>Helena Wittelsbach (1467–1555), zakonnica w Trewirze
│
├─>Ruprecht Wittelsbach (1420–1478), biskup Strasburga
│
├─>Stefan Wittelsbach (1421–1485), kanonik w Strasburgu, Moguncji, Kolonii, Spirze, Liège
│
├─>
Ludwik Wittelsbach
 (1424–1489), książę Palatynatu-Zweibrücken-Weldenz
│ x Joanna Croy (1435–1504)
│
└─>
Jan Wittelsbach
 (1429–1475), arcybiskup Magdeburga
```

## Linia neuburska
```
 
Filip Wilhelm Wittelsbach
 (1615–1690), hrabia palatyn Palatynatu Neuburg, książę Bergu i Jülich,
  x 
Anna Katarzyna Konstancja
 (1619–1651)
  x 
Elżbieta Amalia Magdalena Hessen-Darmstadt
 (1635–1709)
  │
  ├─>
Eleonora Magdalena
 (1655–1720)
  │ x 
Leopold I Habsburg
, Cesarz Rzymski
  │
  ├─>Maria Adelajda (1656)
  │
  ├─>Zofia Elżbieta (1657–1658)
  │
  ├─>
Jan Wilhelm
 (1658–1716), hrabia palatyn Palatynatu Neuburg, książę Bergu i Jülich
  │ x 
Anna Maria Medycejska
 (1667–1743) – wielka księżna Toskanii, elektorowa Palatynatu-Reńskiego.
  │
  ├─>Wolfgang Jerzy (1659–1683) – biskup „ad personam” Kolonii
  │
  ├─>
Ludwik Antoni
 (1660–1694) – biskup Wormacji, Wielki mistrz zakonu krzyżackiego
  │
  ├─>
Karol III Filip
 (1661–1742), hrabia palatyn Palatynatu Neuburg, książę Bergu i Jülich
  │ x 
Ludwika Karolina Radziwiłł
 (1667–1695)
  │ │
  │ ├─>Leopoldyna Eleonora (1689–1693)
  │ │
  │ ├─>Maria Anna (1690–1692)
  │ │
  │ ├─>
Elżbieta Augusta
 (1693–1728)
  │ │ x 
Józef Karol Wittelsbach
, książę Simmern
  │ │
  │ └─>syn
  │
  │ x 
Teresa Lubomirska
 (1658–1712)
  │ │
  │ ├─>Teofila Elżbieta (1703–1705)
  │ │
  │ └─>Anna Elżbieta (1709–1712)
  │
  ├─>Aleksander Zygmunt (1663–1737) – biskup Augsburga
  │
  ├─>Franciszek Ludwik (1664–1732) – biskup Wrocławia, Wormacji, arcybiskup Moguncji, elektor i arcybiskup Trewiru
  │
  ├─>Fryderyk Wilhelm (1665–1689) – kanonik w Münster
  │
  ├─>
Maria Zofia
 (1666–1699)
  │ x 
Piotr II Bragança
, król Portugalii
  │
  ├─>
Maria Anna
 (1667–1740)
  │ x 
Karol II Habsburg
, król Hiszpanii
  │
  ├─>Filip Wilhelm (1668–1693)
  │
  ├─>
Dorota Zofia
 (1670–1748)
  │ x Edward II Farnese, książę Parmy
  │
  ├─>
Jadwiga Elżbieta
 (1673–1722)
  │ x 
Jakub Sobieski

  │
  ├─>Jan (1675)
  │
  └─>Leopoldyna Eleonora (1679–1693) – narzeczona elektora Bawarii 
Maksymiliana II Emanuela Wittelsbacha
```

## Linia książąt w Bawarii
```
Jan Karol Wittelsbach
 (1638–1704), hrabia palatyn i książę Palatynatu-Gelnhausen
x Estera Maria Witzleben (1665–1725)
│
├─>Fryderyk Bernard Wittelsbach (1697–1739), hrabia palatyn i książę Palatynatu-Gelnhausen
│ x Ernestyna Ludwika von Waldeck (1705–1782)
│ │
│ ├─>Ludwika Karolina Wittelsbach (1738–1782)
│ │
│ └─>Ernestyna Augusta Fryderyka Wittelsbach (1739–1746)
│
├─>
Jan Wittelsbach
 (1698–1780), hrabia palatyn i książę Palatynatu-Gelnhausen
│ x Zofia Charlotta Salm-Dhaun (1719–1770)
│ │
│ ├─>Karol Wittelsbach (1745–1789)
│ │
│ ├─>Luiza Wittelsbach (1748–1829)
│ │ x Henryk XXX Reuss zu Gera (1727–1802)
│ │
│ ├─>Jan Wittelsbach (1750–1752)
│ │
│ ├─>
Wilhelm Wittelsbach
 (1752–1837), hrabia palatyn i książę Palatynatu-Gelnhausen, książę w Bawarii
│ │ x 
Anna Maria Wittelsbach
 (1753–1824)
│ │ │
│ │ ├─>Maria Elżbieta Wittelsbach (1784–1849)
│ │ │ x 
Louis-Alexandre Berthier
 (1753–1815), książę Neuchâtel i Wagram, diuk Valengin, marszałek Francji
│ │ │
│ │ └─>
Pius Wittelsbach
 (1786–1837), hrabia palatyn i książę Palatynatu-Gelnhausen, książę w Bawarii
│ │ x 
Amalia Luiza Arenberg
 (1789–1823)
│ │ │
│ │ └─>
Maksymilian Bawarski
 (1808–1888), hrabia palatyn i książę Palatynatu-Gelnhausen, książę w Bawarii
│ │ x 
Ludwika Wilhelmina Wittelsbach
 (1808–1892)
│ │ │
│ │ ├─>Ludwik Wilhelm Wittelsbach (1831–1920)
│ │ │ x 
Henriette Mendel
 (1833–1891)
│ │ │ │
│ │ │ ├─>
Maria von Wallersee
 (1858–1940), hrabina Larisch-Moennich
│ │ │ │ x Georg Larish von Moennich
│ │ │ │ x Otto Brucks
│ │ │ │
│ │ │ └─>Karl Emanuel von Wallersee (1859–1859)
│ │ │
│ │ │ x Antonie Barth
│ │ │
│ │ ├─>Wilhelm Karol Wittelsbach (1832–1833)
│ │ │
│ │ ├─>
Helena Karolina Wittelsbach
 (1834–1890)
│ │ │ x Maksymilian, książę Thurn und Taxis
│ │ │
│ │ ├─>
Elżbieta Amelia Wittelsbach
 (1837–1898)
│ │ │ x 
Franciszek Józef I
 (1830–1916), cesarz Austrii, król Węgier
│ │ │
│ │ ├─>
Karol Teodor Wittelsbach
 (1839–1909), hrabia palatyn i książę Palatynatu-Gelnhausen, książę w Bawarii
│ │ │ x 
Zofia Maria Wettyn
 (1845–1867)
│ │ │ x 
Maria Józefa Portugalska
 (1857–1943)
│ │ │ │
│ │ │ ├─>Zofia Wittelsbach(1875–1957)
│ │ │ │
│ │ │ ├─>
Elżbieta Gabriela Wittelsbach
 (1876–1965)
│ │ │ │ x 
Albert I Koburg
 (1875–1934), król Belgów
│ │ │ │
│ │ │ ├─>
Elżbieta Gabriela Wittelsbach
 (1878–1912)
│ │ │ │ x 
Ruppert Maria Wittelsbach
 (1869–1955), książę Bawarii.
│ │ │ │
│ │ │ ├─>Ludwik Wittelsbach (1884–1968)
│ │ │ │ x Eleonora zu Sayn-Wittgenstein-Berlebourg (1880–1965).
│ │ │ │
│ │ │ └─>Franciszek Wittelsbach(1888–1912)
│ │ │
│ │ ├─>Maria Zofia Wittelsbach (1841–1925)
│ │ │ x 
Franciszek II Burbon
, król Obojga Sycylii
│ │ │
│ │ ├─>
Matylda Ludwika Wittelsbach
 (1843–1925)
│ │ │ x 
Ludwik Sycylijski
 (1838–1886), hrabia Trani
│ │ │
│ │ ├─>Maksymilian Wittelsbach (ur. i zm. 1845)
│ │ │
│ │ ├─>
Zofia Charlotta Wittelsbach
 (1847–1897)
│ │ │ x 
Ferdynand Orleański
 (1814–1896), książę Alençon
│ │ │
│ │ └─>Maksymilian Emanuel Wittelsbach (1849–1910)
│ │ x 
Amalia Sachsen-Coburg-Gotha
 (1848–1894)
│ │ │
│ │ ├─>Zygfryd August Bawarski (1876–1952)
│ │ │
│ │ ├─>Krzysztof Józef Bawarski (1879–1963)
│ │ │ x Anna Sibig (1874–1958)
│ │ │
│ │ └─>Leopold Emanuel Bawarski (1890–1973)
│ │
│ ├─>Fryderyka Wittelsbach (ur. i zm. 1753)
│ │
│ ├─>Zofia Wittelsbach (1757–1760)
│ │
│ ├─>Christian Wittelsbach (1760–1761)
│ │
│ └─>Jan Wittelsbach (1764–1765)
│
├─>Wilhelm Wittelsbach(1701–1760), austriacki feldmarszałek
│
├─>Katarzyna Charlotta Wittelsbach (1699–1785)
│ x Fryderyk Wilhelm zu Solms-Braunfels (1696–1761)
│
└─>Zofia Maria Wittelsbach (1702–1761)
   x Henryk XXV. Reuss zu Gera (1681–1748)
```